# California State Route 94
California State Route 94, kurz CA 94, ist ein Highway im US-Bundesstaat Kalifornien, der in Ost-West-Richtung verläuft.
Der Highway beginnt an der Interstate 5 in San Diego und endet in Manzanita an der Interstate 8. Die State Route nähert sich der mexikanischen Grenze bis auf eine halbe Meile, etwa 900 Meter. Auf der Hälfte der Strecke führt die California State Route 188 bis zum mexikanischen Ort Tecate.